# Liste der Straßennamen von Frankfurt am Main/F

## Fa
Fabian-von-Schlabrendorff-Straße, Kalbach-Riedberg
Fabian von Schlabrendorff (1907–1980), Jurist und Mitverschwörer beim missglückten Attentat vom 20. Juli 1944 auf Adolf Hitler. Er entging mit viel Glück einem Prozess vor dem Volksgerichtshof und damit seiner Hinrichtung. Von 1967 bis 1975 war er Richter des Bundesverfassungsgerichts.
Fabriciusstraße, Griesheim
Karl Fabricius (1839–1920), evangelischer Pfarrer in Griesheim von 1876 bis 1915
Fachfeldstraße und Fachweg, Fechenheim
Alte Flurbezeichnung: Mittelhochdeutsch vach: ‚Vorrichtung zum Aufstauen des Wassers, Fischwehr, Fangnetz, Stück, Teil, Mauer‘.
Fahrgasse, Altstadt
Die älteste Verkehrsstraße in der Frankfurter Altstadt.
Fahrtor, Altstadt
Am Fahrtor befand sich die uralte Mainüberfahrt nach Sachsenhausen, wohl die Frankenfurt, von der die Stadt ihren Namen herleitet. Im Gebäude selbst fanden früher Rats- und Gerichtssitzungen statt, später war dort auch ein Gefängnis. 1840 wurde es abgerissen. Lediglich das bereits 1383 erwähnte Haus Wertheim, ein äußerst schmuckes mittelalterliches Fachwerkgebäude, hat in dieser Straße die Luftangriffe auf Frankfurt am Main fast unbeschadet überlebt.
Falkstraße, Bockenheim
Adalbert Falk war von 1872 bis 1878 preußischer Kultusminister und reduzierte durch das Schulaufsichtsgesetz den Einfluss der Kirchen auf die Volksschule.
Falkensteiner Straße, Nordend
Falkenstein, Stadtteil von Königstein im Taunus. Die Burgruine Falkenstein erinnert an das Adelsgeschlecht derer von Falkenstein, das 1418 erlosch, bis dahin aber in mannigfacher Weise mit seinem Nachbarn Frankfurt zu tun hatte. Die Güter der Falkensteiner wie Königstein, Bad Vilbel und Münzenberg fielen an die Grafen von Solms und die Herren von Eppstein.
Fallerslebenstraße, Dornbusch
August Heinrich Hoffmann von Fallersleben, eigentl. August Heinrich Hoffmann, (1798–1874), Germanist, Sprachforscher und deutscher Liederdichter, der 1841 den Text der deutschen Nationalhymne verfasste. Er war nicht von adliger Herkunft, sondern benutzte von Fallersleben (sein Herkunftsort, heute Stadtteil von Wolfsburg), um Verwechslungen mit anderen Schriftstellern zu vermeiden.
Falltorstraße, Bornheim
Ein Falltor, also ein selbst wieder zufallendes Tor in der Dorfbefestigung, verhinderte, dass das Vieh ohne menschliche Begleitung passieren konnte.
Familie-Jürges-Platz, Gutleutviertel
Benannt nach dem evangelischen Stadtjugendpfarrer und Leiter der damaligen Gutleutgemeinde am Baseler Platz Martin Jürges und seiner Familie. Die fünfköpfige Pfarrerfamilie sowie die Nichte des Pfarrers Gesine Wagner wurden am 22. Mai 1983 getötet, als bei einer Flugschau ein Starfighter auf die Bundesstraße 44 stürzte und dabei das Fahrzeug der Familie traf.
Farbenstraße, Sindlingen
Die Farbenstraße führt von Sindlingen auf direktem Weg zu den nahe gelegenen ehemaligen Farbwerken Hoechst, von deren Mitarbeitern sich viele in Sindlingen ansiedelten.
Färberstraße, Sachsenhausen
An der Straße neben der ehemaligen Zollburg Ulrichstein wohnten seit etwa 1623 die Mitglieder des Seiden- und Tuchfärbergewerbes. Dieses erlangte mit der Zuwanderung von niederländischen Glaubensflüchtlingen, die diese Kunst beherrschten, seine Bedeutung und Blüte.
Faulborngasse, Eschersheim
Faulborn (Eschersheim), eine Quelle, aus der schwefelhaltiges Wasser floss.
Faulbrunnenweg, Nied
Faulbrunnen, ein Brunnen mit schwefelhaltigem Wasser. Die Straße hieß bis 1937 Roter Hof, womöglich nach der hier vorherrschenden Fassadenfarbe. Die Nazis interpretierten die Bezeichnung jedoch politisch; sie wollten mit dem neuen Namen die Erinnerung an frühere linke Mehrheiten im Arbeiterstadtteil Nied tilgen. Nach dem Ende der Diktatur wurde auf eine Rückbenennung verzichtet, um den Bewohnern eine erneute Adressänderung zu ersparen.

## Fe
Fechenheimer Leinpfad, Fechenheim
Bevor Motorschiffe ihren Dienst aufnahmen, mussten Schiffe mittels langer Leinen durch Menschen oder Zugtiere flussaufwärts gezogen werden. Die Pfade, unmittelbar am Fluss gelegen, nannten sich daher Leinpfade.
Fechenheimer Straße, Bornheim
In der Gründerzeit plante man diese und die parallel verlaufende Mainkurstraße bis zum Ortsteil Frankfurt-Fechenheim auszubauen. Dieser Plan änderte sich bald, als der Alleenring durch Bürgermeister Franz Adickes angelegt wurde – heute sind hier nur 17 Hausnummern zu finden.
Feldbergstraße, Westend
Der Feldberg bei Schmitten im Hochtaunuskreis, auch Großer Feldberg genannt, ist mit 881 m der höchste Berg im Taunus und beliebtes Ausflugsziel der Frankfurter.
Feldgerichtstraße, Nordend
Das Feldgericht beim Kühhornshof (siehe Kühhornshofweg) war zuständig für die Güter dieses Hofes und urteilte im Mittelalter Wild- und andere Freveltaten ab. Bei Erweiterungsarbeiten am Hessischen Rundfunk wurden die noch existenten Reste der Gerichtsstätte, an der auch der Markbach entsprang (siehe Marbachweg) abgeräumt.
Feldscheidenstraße, Eckenheim
Die Feldscheide war einst die festgelegte Grenze zwischen dem Weinbaugebiet und den bäuerlichen Ackerflächen.
Felix-Dahn-Straße, Ginnheim
Felix Dahn (1834–1912), bedeutender Schriftsteller und Historiker.
Felix-Kracht-Straße, Bockenheim
Felix Kracht (1912–2002), deutscher Ingenieur, Pilot und Luftpionier, überquerte 1937 als Erster die Alpen in einem Segelflugzeug. Er gilt als einer der Begründer der Airbus Industrie, deren erster Produktionsdirektor in Toulouse er 1970 wurde. Die Felix-Kracht-Straße erinnert mit benachbarten nach Flugpionieren benannten Straßen an den früher hier befindlichen Flughafen Frankfurt-Rebstock.
Felix-Wankel-Straße, Ostend
Dr. Felix Heinrich Wankel (1902–1988), deutscher Maschinenbauer und der Erfinder des Wankelmotors.
Fellnerstraße, Westend-Süd
Karl Konstanz Viktor Fellner (1807–1866), der letzte Ältere Bürgermeister der Freien Stadt Frankfurt, der sich aus Verzweiflung über die Besetzung der Stadt durch preußische Truppen das Leben nahm.
Ferdinand-Braun-Straße, Kalbach
Karl Ferdinand Braun (1850–1918), in Fulda geborener Physiker und Nobelpreisträger, der in besonderem Maße daran mitwirkte, die von Heinrich Hertz 1888 experimentell nachgewiesene elektromagnetische Strahlung nachrichtentechnisch nutzbar zu machen. Am bekanntesten heute die oft auch Braunsche Röhre benannte Kathodenstrahlröhre, deren deutlich verbesserte Version unsere Fernsehwelt beglückt.
Ferdinand-Dirichs-Weg, Schwanheim
Ferdinand Dirichs (1894–1948) war ab 1947 Bischof von Limburg/Lahn.
Ferdinand-Happ-Straße, Ostend
Ferdinand Happ (1868–1952), Frankfurter Mundartdichter.
Ferdinand-Hofmann-Straße, Sindlingen
Ferdinand Hofmann, Gründer des Bauvereins für Höchst und Umgebung. Der Bauverein hat in dieser Straße seinen Unternehmenssitz.
Ferdinand-Kramer-Straße, Praunheim
Ferdinand Kramer (1898–1985), Frankfurter Architekt und Universitätsbaumeister und enger Mitarbeiter von Ernst May (1886–1970). Beide haben sich Verdienste um das soziale Bauen (z. B. Römerstadt, Siedlung Am Bornheimer Hang, Siedlung Goldstein, Breubergstraße) in Frankfurt am Main erworben.
Ferdinand-Porsche-Straße, Fechenheim
Ferdinand Porsche (1875–1951), Ingenieur und Konstrukteur von Kraftfahrzeugen und Rennwagen. 1931 gründete er die noch heute bestehende Porsche AG. 1935 erhielt er den Auftrag, den heute legendären Volkswagen „VW Käfer“ zu entwickeln.
Ferdinand-Scholling-Ring, Nied
Ferdinand Scholling (1867–1952) war der letzte Bürgermeister der bis 1928 eigenständigen Gemeinde Nied.
Ferdinand-Schrey-Weg, Sachsenhausen
Ferdinand Schrey (1850–1938). Vereinfachte die deutsche Kurzschrift in das Stolze-Schrey-System.
Festeburgring, Preungesheim
siehe Erläuterung unter An der Festeburg.
Feuerbachstraße, Westend
Paul Johann Anselm Ritter von Feuerbach (1775–1833), deutscher Rechtsgelehrter. Er gilt als Begründer der modernen deutschen Strafrechtslehre, der psychologischen Abschreckungstheorie und ist Schöpfer des bayerischen Strafgesetzbuches von 1813. Bekannt geworden ist Anselm von Feuerbach auch als Obervormund und Gönner von Kaspar Hauser.
Feuerwehrstraße, Eckenheim
Diese Straße dient u. a. als Zufahrt zum Haupteingang des Frankfurter Brandschutz-, Katastrophenschutz- und Rettungsdienstzentrums (BKRZ) und FRTC, und Arbeiter-Samariter-Bund. Der zuständige Ortsbeirat 10 hatte den Namen am 28. September 1999 vorgeschlagen.
Feyerleinstraße, Nordend
Friedrich Siegmund Feyerlein († 1813), Frankfurter Advokat, Mitglied in der Delegation, die 1813 Kaiser Franz von Österreich ersuchte, Frankfurts alten Status als Freie Reichsstadt zu bestätigen. In einem Geheimvertrag war Frankfurt aber bereits dem Königreich Bayern zugesprochen worden, was aber nach Intervention des Freiherrn vom Stein abgewendet werden konnte. Feyerlein holte sich bei dem Besuch im Palais Thurn und Taxis eine Lungenentzündung, an der er kurz darauf starb.

## Fi
Fichardstraße, Nordend
Dr. Johann von Fichard (1512–1581), Stadtsyndikus, reformierte das Frankfurter Stadtrecht. Nach der Niederlage des protestantischen Städtebundes im Schmalkaldischen Krieg 1546 musste Fichard beim katholischen Kaiser Karl V. kniefällig um Vergebung und Milde für Frankfurts Untreue bitten. Das Patriziergeschlecht Fichard starb 1711 aus.
Fichtestraße, Nordend
Johann Gottlieb Fichte (1762–1814), deutscher Erzieher und Philosoph. Er gilt neben Schelling, Kant und Hegel als Begründer und wichtigster Vertreter des deutschen Idealismus.
Finkenhofstraße, Nordend
Georg Daniel Fink († 1835) war Besitzer eines dort einstmals gelegenen Feldhofes.
Finthener Weg, Sossenheim
Finthen, seit seiner Zwangseingemeindung 1969 der westlichste Stadtteil von Mainz, der Landeshauptstadt des Bundeslandes Rheinland-Pfalz.
Fischbacher Straße, Gallus
Fischbach (Taunus), seit 1977 Stadtteil von Kelkheim im Main-Taunus-Kreis.
Fischerfeldstraße, Innenstadt
Die Fischerei dürfte das erste Gewerbe der Stadt Frankfurt gewesen sein, wenn das vulgo älteste nicht schon zuvor existierte. König Otto der Große, dem das Fischereirecht auf dem Main zustand, schenkte 954 dem Domstift in Frankfurt alle Fische, die freitags gefischt wurden. In dem großen Areal hatten die Fischer ihre Fischteiche und konnten dort ihre Netze trocknen. Erst im 19. Jahrhundert wurde das bis dahin sumpfige Gelände aufgeschüttet und bebaut.

## Fl
Flaischlenstraße, Schwanheim
Cäsar Flaischlen (1864–1920), Lyriker und Mundartdichter aus Stuttgart; Seine Werke sind überwiegend vergessen, mit Ausnahme des später vertonten Hab Sonne im Herzen, ob’s stürmt oder schneit.
Flanbrechtstraße, Zeilsheim
Ein Bürger namens Flanbrecht aus Ciolfesheim wird in einer Urkunde des Klosters Lorsch aus dem Jahr 794 erwähnt und ist damit der erste namentlich bekannte Zeilsheimer.
Flaschenburgstraße, Oberrad
Verballhornung des Namens der dem Johanniterorden gehörenden Fleschenburg oder Flessenburg, die Anfang des 19. Jahrhunderts abgerissen wurde.
Fleckenbühlstraße, Bonames
Fleckenbühl, ehemaliger Schultheiß von Bonames
Flensburger Straße, Eckenheim
Flensburg, nördlichste kreisfreie Stadt Deutschlands, an der Grenze zu Dänemark gelegen
Fliederweg, Frankfurter Berg
Flieder, Pflanzengattung aus der Familie der Ölbaumgewächse (Oleaceae)
Flinschstraße, Seckbach
Nach der Schriftgießerei Flinsch, die sich im 19. Jahrhundert unter Heinrich Ferdinand Flinsch (* 1839) zu einem Weltunternehmen entwickelte; Das Unternehmen wurde 1916 von Georg Hartmann übernommen und mit dessen Bauer’scher Gießerei fusioniert.
Florianweg, Bergen-Enkheim
nach dem Heiligen Florian von Lorch als Schutzpatron der Feuerwehr; Anlieger sind die Freiwillige Feuerwehr Enkheim, die Rettungswache und das 18. Polizeirevier
Flörsheimer Straße, Gallus
Flörsheim am Main, Stadt im Main-Taunus-Kreis
Florstädter Straße, Bornheim
Florstadt, Stadt im Wetteraukreis am Oberlauf der Nidda
Flughafenstraße, Niederrad
Die ehemalige Alte Mainzer Straße führte zum Flughafen Frankfurt. Durch den Ausbau der Forsthausstraße (heute: Kennedyallee) wurde der Verkehr umgeleitet; heute ist die Straße teilweise renaturiert.

## Fo
Fontanestraße, Ginnheim
Theodor Fontane (1819–1898), Apotheker sowie bedeutender deutscher Schriftsteller und Dichter. Erinnert sei an seinen Roman Effi Briest und sein Gedicht Herr von Ribbeck zu Ribbeck auf Havelland.
Foockenstraße, Griesheim (von 1933 bis 1945 Hultschiner Straße)
Georg Foocken (1883–1926), Kommunalpolitiker in der damals noch selbstständigen Gemeinde Griesheim, später Bürgermeister von Bischofsheim, förderte die Errichtung der Lindenwaldsiedlung.
- Das Hultschiner Ländchen war nach 1919 der Tschechoslowakei zugeschlagen worden.

Forsthausstraße, Sachsenhausen
Die Straße führt zum Oberforsthaus, das 1729 als erstes Forsthaus im Stadtwald errichtet wurde. Die Gebäude wurden im Zweiten Weltkrieg zerstört.

## Fr

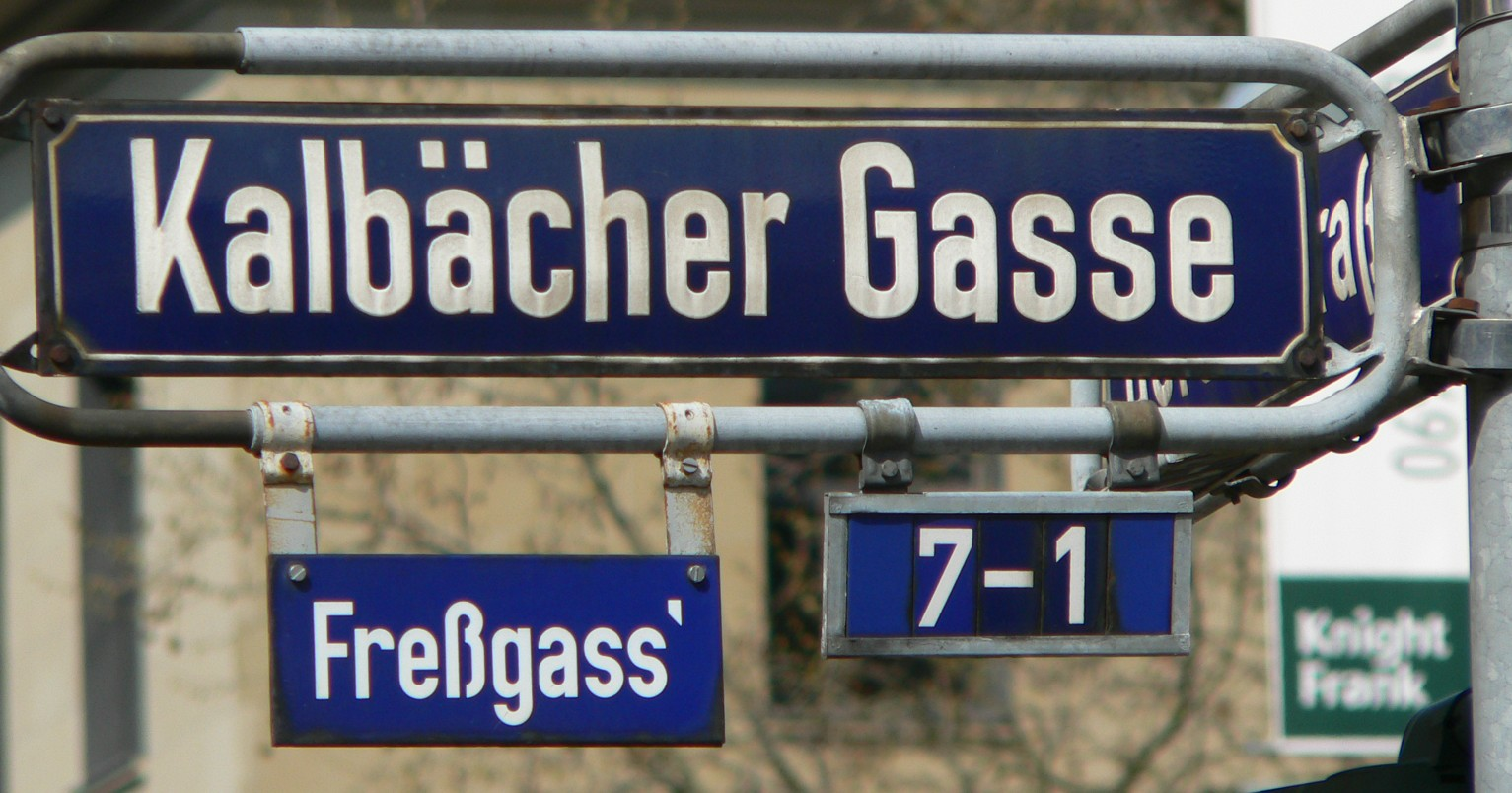
Freßgass'

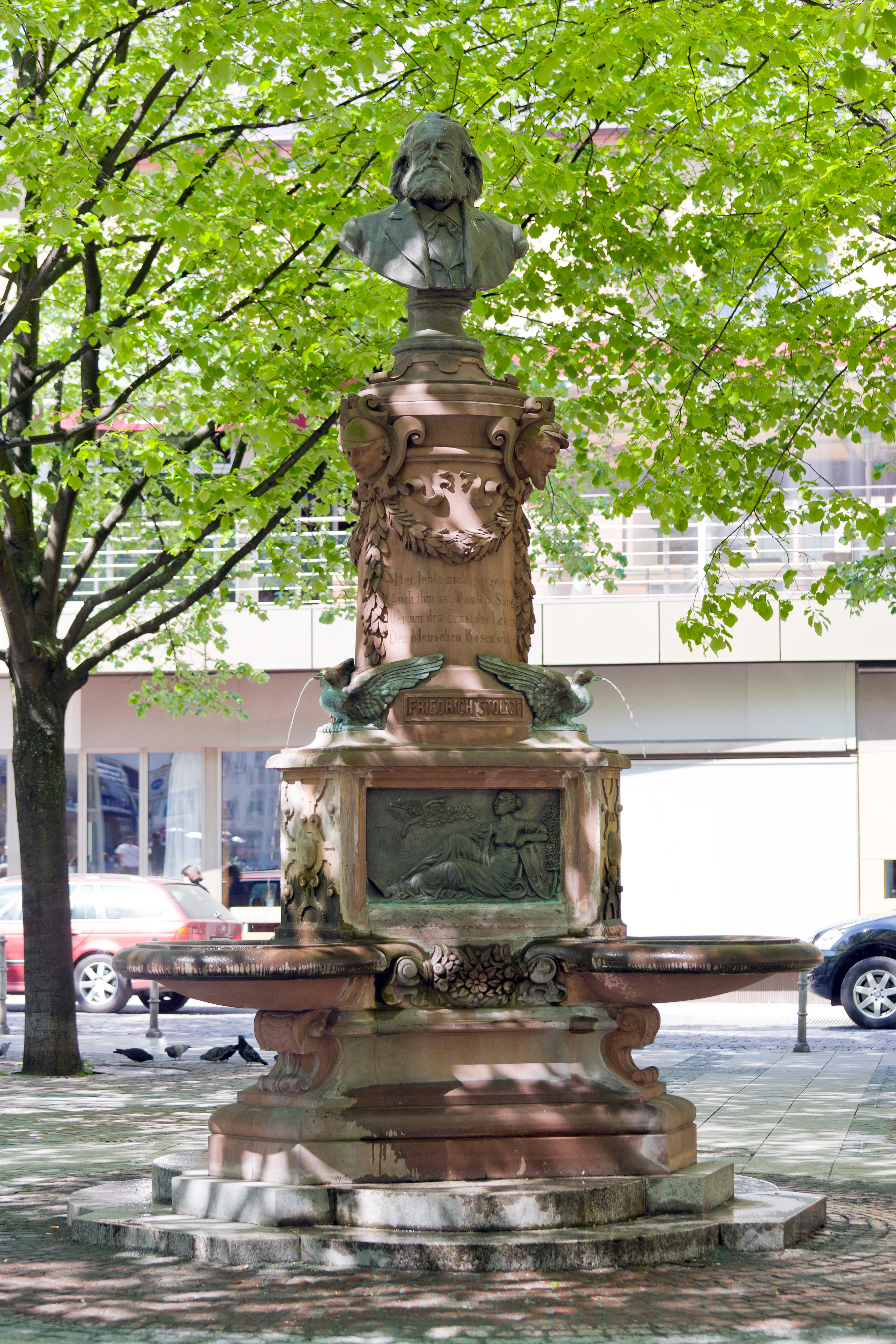
Stoltze-Brunnen

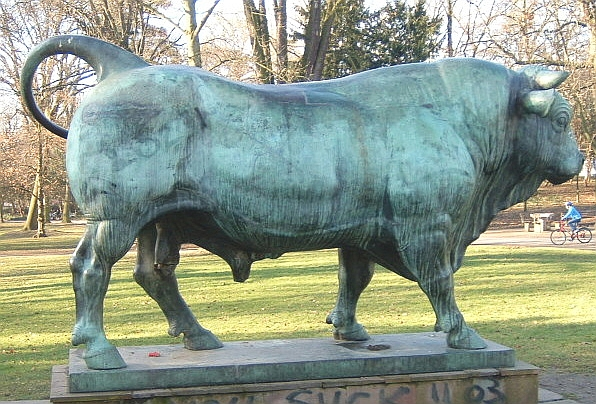
Bulle aus Bronze und Weißblech

François-Mitterrand-Platz, Gallus (bis 24. Juni 2008 Blittersdorffplatz)
François Mitterrand (1916–1996), französischer Staatspräsident von 1981 bis 1995, Ehrenbürger von Frankfurt am Main
Francstraße, Dornbusch
Die Familie Franc von Lichtenstein besaß den Kühhornshof (siehe Kühhornshofweg) von 1742 bis 1840.
Frankenallee, Gallus
Die Franken eroberten im Zuge der Fränkischen Landnahme das Rhein-Main-Gebiet und gaben der Mainfurt und der hier entstehenden Stadt ihren Namen.
Frankensteiner Platz und Frankensteiner Straße, Sachsenhausen
Nach einer Burg in Sachsenhausen, die nach dem Ritter von Frankenstein so benannt wurde, der 1533 dorthin einheiratete. 1831 ging die Burg in städtischen Besitz über.
Frankenthaler Weg, Zeilsheim
Frankenthal (Pfalz), kreisfreie Stadt in Rheinland-Pfalz, zwischen Worms und Ludwigshafen am Rhein gelegen.
Franklinstraße, Bockenheim
Benjamin Franklin (1706–1790), nordamerikanischer Verleger, Beamter (im Dienste der britischen Krone), Politiker, Schriftsteller, Naturwissenschaftler, Erfinder, Naturphilosoph und Freimaurer. Seine bekannteste Erfindung ist der Blitzableiter. In der benachbarten Voltastraße befindet sich ein ehemaliges, jetzt denkmalgeschütztes Kraftwerk. Im Viertel sind weitere Straßen nach Elektrizitätsforschern benannt.
Franz-Diehl-Weg, Nied
Franz Diehl (1923–1989), Ortslandwirt
Franziska-Kessel-Straße, Niederursel
Franziska Kessel (1906–1934), Frankfurter Reichstagsabgeordnete und Widerstandskämpferin gegen den Nationalsozialismus, von den Nazis zu Tode misshandelt.
Franz-Henle-Straße, Unterliederbach
Dr. Franz Henle (1876–1944), Chemiker
Franziusplatz und Franziusstraße, Ostend
Ludwig Franzius (1832–1903), Wasserbau-Ingenieur, ab 1867 Professor an der Bauakademie in Berlin, begründete mit seinen Plänen die spätere Bedeutung der Hafenstadt Bremen.
Franz-Kafka-Straße, Ginnheim
Franz Kafka (1883–1924) war ein bedeutender Prager Schriftsteller jüdischer Herkunft. Berühmt sein 1913 erschienenes Werk Das Urteil. Von seinem Namen abgeleitet das Adjektiv kafkaesk.
Franz-Lenbach-Straße, Sachsenhausen
Franz von Lenbach, (1836–1904), bayerischer Maler, geadelt 1882. Zusammen mit Franz von Stuck und Friedrich August von Kaulbach wird er zu den Münchner Malerfürsten gezählt.
Franz-Rücker-Allee, Bockenheim
Franz Rücker (1843–1908), Direktor der Bockenheimer Metallwarenfabrik, Stifter
Franz-Simon-Straße, Nied
Franz Simon, Bürgermeister von 1891 bis 1917 im damals noch selbstständigen Nied. Gründer der Freiwilligen Feuerwehr Nied.
Franz-Werfel-Straße, Ginnheim
Franz Werfel (1890–1945). Der in Prag geborene österreichische Schriftsteller musste 1938 wegen seiner jüdischen Abstammung ins Exil fliehen und verstarb 1945 in Beverly Hills, California.
Frauenhofstraße, Niederrad
Der Frauenhof, war dem Deutschen Orden gehörender Gutshof in Niederrad. Die ehemalige Baumwollfabrik wurde 1937 größtenteils abgerissen, heute ist noch die denkmalgeschützte Ostfassade und der barocke Torbau erhalten.
Frauenlobstraße, Bockenheim
Der Minnesänger Heinrich von Meißen († 1318 in Mainz) erhielt den Beinamen Frauenlob, weil er im Streit mit dem schwäbischen Minnesänger Barthel Regenbogen dem Begriff „frouwe“ = Frau den Vorzug gab vor „wib“ = Weib.
Frauensteinplatz und Frauensteinstraße, Nordend
Reiche Frankfurter Kaufleute schlossen sich 1382 zur Stubengesellschaft Zum Salzhaus zusammen. Nach dem Umzug 1423 in das benachbarte Haus Frauenstein am Römerberg benannte sich die Gesellschaft um in Zum Frauenstein. Von den ursprünglichen Patrizierfamilien, die sich im Alten Limpurg zusammengeschlossen hatten, wurden sie lange nicht als ebenbürtig anerkannt, weil sie „bürgerliche Berufe“ ausübten.
Freiherr-vom-Stein-Straße, Westend
Heinrich Friedrich Karl Freiherr vom Stein (1757–1831), preußischer Staatsmann und Reformer. Er ist vor allem durch die Verwaltungs-, Wirtschafts- und Bildungsreformen bekannt geworden, die er und Karl August von Hardenberg nach dem Frieden von Tilsit in Preußen umsetzten. Ihm verdankte Frankfurt, dass entgegen einem Geheimvertrag die Stadt nicht an das Königreich Bayern fiel, sondern als Freie Stadt Frankfurt weiter bestehen bleiben durfte. 1816 Ehrenbürger von Frankfurt.
Freihofstraße, Bornheim
Nach einem bereits 1230 urkundlich erwähnten Bauernhof, der dem Deutschen Orden gehörte und von einigen Steuern befreit war.
Freiligrathstraße, Bornheim/Ostend
Hermann Ferdinand Freiligrath (1810–1876), deutscher Lyriker, Dichter und Übersetzer. Hielt sich einige Male in Frankfurt auf, u. a. 1848 während des „Demokraten-Kongresses“ zusammen mit Karl Marx, mit dem er zusammen in Köln kurze Zeit die Neue Rheinische Zeitung herausgab. Wegen seiner damals revolutionären Ansichten war er häufig zu Exilaufenthalten gezwungen.
Freseniusstraße, Westend
Dr. Carl Remigius Fresenius (1818–1897), gebürtig in Frankfurt, Chemiker, Schüler von Justus Liebig. An seinem Unterrichtslaboratorium in Wiesbaden erweiterten Eugen Lucius und Adolf von Brüning, die späteren Gründer der Farbwerke Hoechst, ihr Wissen. - Benachbart sind weitere Straßen nach Führungskräften der I.G. Farben bzw. ihrer Vorgängerfirmen benannt; sie entstanden alle 1928 parallel zum Bau des I. G.-Farben-Hauses. Vorher befand sich auf dem Gelände dieser Wohnstraßen die Hundswiese. Sie diente zum Spazierengehen, für Versammlungen und als Fußballfeld für die Vorgängervereine der Eintracht.
Freßgass, Innenstadt
volkstümliche Bezeichnung für die amtliche Kalbächer Gasse, da sich in ihr bis vor wenigen Jahrzehnten die Delikatessenläden aneinandergereiht hatten. Vor einer offiziellen Umbenennung hatte sich die Stadtverwaltung gescheut, den Sprachgebrauch jedoch stiekum sanktioniert
Freudenberger Straße, Sachsenhausen
Freudenberg, Stadt in Baden-Württemberg, am Main zwischen Frankfurt und Würzburg gelegen.
Friedberger Landstraße, Nordend, Bornheim, Seckbach
Die ehemalige Freie Reichsstadt Friedberg ist die Hauptstadt der Wetterau, der landwirtschaftlich geprägten Region nördlich von Frankfurt.
Friedberger Tor, Innenstadt
Die ehemalige Freie Reichsstadt Friedberg ist die Hauptstadt der Wetterau, der landwirtschaftlich geprägten Region nördlich von Frankfurt.
Friedel-Schomann-Weg, Rödelheim
Friedel Schomann (1920–1992), Stadtteilpolitiker, Mitgründer des Vereinsrings Rödelheim.
Friedensbrücke (ehemals Wilhelmsbrücke), Gutleutviertel und Sachsenhausen
Die Wehrmacht sprengte im März 1945 die Frankfurter Mainbrücken, um den herannahenden US-Amerikanern den Vormarsch zu erschweren und die Schreckensherrschaft der Nazis um Tage zu verlängern. Die Wilhelmsbrücke blieb trotzdem benutzbar, und wenige Tage später zog über sie die US-Armee in die Stadt ein. 1951 wurde die Wilhelmsbrücke abgebrochen und ein Neubau, die Friedensbrücke, errichtet.
Friedensstraße, Innenstadt
1871 wurde im damaligen „Hotel zum Schwan“ im Steinweg (heute Buchhandlung Hugendubel) der Friede von Frankfurt zwischen Frankreich und Deutschland geschlossen, in dem Frankreich Elsass-Lothringen abtreten musste.
Friedlebenstraße, Dornbusch (von 1935 bis 1945 Georg-Voigt-Straße)
Dr. jur. Georg Julius Friedrich („Fritz“) Friedleben (1853–1920), Geh. Justizrat, Kommunalpolitiker jüdischer Herkunft, lange Jahre Vorsitzender der Stadtverordnetenversammlung. Georg-Voigt-Straße siehe Ge
Friedrich-Bergius-Weg, Kalbach-Riedberg
Friedrich Bergius (1884–1949), deutscher Chemiker, Erfinder der Kohleverflüssigung
Friedrich-Dessauer-Straße, Kalbach-Riedberg
Friedrich Dessauer (1881–1963), deutscher Radiologe und Physiker, Begründer der Quantenbiologie. Als sogenannter „Nichtarier“ seiner Lehrerlaubnis als Professor enthoben emigrierte er in die Türkei bzw. die Schweiz und kehrte erst 1948 zurück. Er starb an den Strahlenschäden, die er sich bei seinen Forschungen zugezogen hatte
Friedrich-Ebert-Anlage, Westend/Gallus (bis 1923: Hohenzollernplatz bzw. Hohenzollernstraße, 1923 bis 1955 Platz der Republik)
Friedrich Ebert (1871–1925), erster Reichspräsident der Weimarer Republik.
Friedrich-Heyer-Weg, Seckbach
Friedrich Heyer (1891–1968), Leiter des Gartenamtes von 1945 bis 1957 und Gestalter des Lohrparks auf dem Lohrberg.
Friedrich-Kahl-Straße, Rödelheim
Friedrich Kahl (1858–1938), Verbandsführer der nassauischen Feuerwehr 1932 bis 1934 und Stadtverordneter aus Rödelheim.
Friedrich-Karl-Klausing-Straße, Kalbach-Riedberg
Friedrich Karl Klausing (1920–1944) hatte im Lessing-Gymnasium das Abitur abgelegt und trat 1938 in die deutsche Wehrmacht ein. Er war Mitwisser und Helfer von Claus Schenk Graf von Stauffenberg bei der Vorbereitung zum Attentat vom 20. Juli 1944 auf Adolf Hitler. Vom Volksgerichtshof wurde er dafür zum Tode verurteilt und am 8. August 1944 hingerichtet
Friedrich-List-Straße, Riederwald
Friedrich List (1789–1846), deutscher Nationalökonom. Er gilt als Hauptvertreter der romantischen Schule der Ökonomie und Vorkämpfer für den deutschen Zollverein und das Eisenbahnwesen. Ihm ist zu verdanken, dass um 1834 die innerdeutschen Zölle fielen. Bei der Obrigkeit fiel er in Ungnade und wurde zu Festungshaft verurteilt. 1846 beging er in Kufstein Suizid.
Friedrich-Manz-Weg, Riederwald
Friedrich Wilhelm Manz (1872–1957), evangelischer Theologe, von 1914 bis 1923 war er Pfarrer an der St. Nikolaigemeinde in Frankfurt. Danach wirkte er als Pfarrer in Frankfurt-Riederwald, ab 1930 in der Philippus-Gemeinde. 1938 trat er in den Ruhestand.
Friedrich-Naumann-Straße, Bockenheim-Kuhwald
Friedrich Naumann (1860–1919), Pfarrer, Sozialpolitiker und Demokrat, Reichstagsabgeordneter, Mitbegründer der Fortschrittlichen Volkspartei, der Vorläuferin der FDP.
Friedrichsdorfer Straße, Bonames
Friedrichsdorf, Stadt im Hochtaunuskreis. Die Gründung im Jahre 1687 geht auf die Hugenottenverfolgung in Frankreich zurück.
Friedrich-Stampfer-Straße, Bonames
Friedrich Stampfer (1874–1957), Journalist, ab 1916 Chefredakteur der SPD-Parteizeitung „Vorwärts“, 1920–1933 Reichstagsabgeordneter, ab 1948 Dozent an der Frankfurter Akademie der Arbeit.
Friedrich-Stoltze-Platz, Altstadt
Der kleine Platz zwischen Katharinenkirche und Holzgraben ist seit 1992 nach Friedrich Stoltze (1816–1891), dem Frankfurter Schriftsteller, Satiriker, Journalisten und Mundartdichter benannt. Auf dem Platz stand von 1981 bis 2016 der Stoltze-Brunnen. Dieser wurde im Rahmen der Rekonstruktion der Neuen Altstadt auf seinen ursprünglichen Platz auf dem Hühnermarkt versetzt.
Friedrichstraße, Westend
Die Straße wurde auf dem Gelände des Tapezierers Schmidt-Rumpff angelegt und auf dessen Wunsch nach dem Vornamen seines früh verstorbenen Bruders benannt.
Friedrich-Wilhelm-von-Steuben-Straße, Hausen
Friedrich Wilhelm Ludolf Gerhard Augustin von Steuben (1730–1794) war preußischer Offizier, wurde 1777 für den Amerikanischen Unabhängigkeitskrieg angeworben und zum US-amerikanischen Generalinspekteur ernannt. Er reorganisierte die Armee George Washingtons und trug damit maßgeblich zum Erfolg gegen die britische Krone bei.
Friesstraße, Seckbach
Johann Simon Fries, von Beruf Zinngießer, gründete 1748 in Frankfurt ein Unternehmen für Zinngeschirr. Ab 1834 um eine Eisengießerei und Maschinenfabrik erweitert, führte es seitdem die Firma J. S. Fries Sohn. Die Produktion wurde 1910 von den beengten Verhältnissen in Sachsenhausen in die Friesstraße im damals neuen Industriegebiet zwischen Seckbach und der Borsigallee verlagert. Das bedeutende Unternehmen der deutschen Maschinenbauindustrie errichtete 1868 den Eisernen Steg, baute aber auch Kräne oder Rüstungsgüter, insbesondere Panzer und Panzerreparaturbrücken. Es besteht eine innere Verbindung zur Bornheimer Valentin-Senger-Straße, denn Valentin Senger war während der Nazidiktatur bei Fries angestellt.
Fritschengässchen, Sachsenhausen
Johann Wilhelm Fritsch, Bürgerkapitän und Brauer, erwarb 1703 den Gasthof „Zum Goldenen Rad“ in der Dreikönigsstraße. Wegen seiner Reden gegen Missstände in der Stadtverwaltung wurde er vom Frankfurter Senat als Bürgerkapitän abgesetzt.
Fritz-Bauer-Straße, Kalbach-Riedberg
Fritz Bauer (1903–1968), Richter und Staatsanwalt jüdischer Abstammung, gestorben in Frankfurt. Emigrierte 1936 nach Dänemark und floh 1943 von dort nach Schweden, kehrte 1949 nach Deutschland zurück. 1956 wurde er Hessischer Generalstaatsanwalt und war dabei führend an der Aufarbeitung nationalsozialistischer Verbrechen, vor allem an den Auschwitzprozessen, beteiligt.
Fritz-Boehle-Straße, Sachsenhausen
Karl Friedrich Boehle (1873–1916), in Emmendingen/Baden geborener, an der Städelschule ausgebildeter und in Frankfurt verstorbener Maler und Bildhauer. Nach seinen Entwürfen wurde der im Günthersburgpark stehende Schreitende Stier gefertigt
Fritz-Erler-Straße, Nieder-Eschbach
Fritz Erler (1913–1967), deutscher SPD-Politiker, 1938 aus dem Staatsdienst entlassen und in das KZ Dachau eingeliefert, aus dem er entkam. Prominentes Mitglied des Bundestages von 1949 bis 1966.
Fritz-Klatte-Straße, Griesheim
Fritz Klatte (1880–1934), Chemiker bei den Chemischen Werken Griesheim, auf ihn geht die Erfindung des Kunststoffs PVC zurück.
Fritz-Neumark-Weg, Westend-Nord
Fritz Neumark (1900–1991) Finanzwissenschaftler. Habilitierte 1927 und wurde 1931 zum außerordentlichen Professor ernannt, aber bereits 1933 aufgrund seiner jüdischen Abstammung entlassen, emigrierte in die Türkei, von wo er 1952 zurückkehrte und an der Universität Frankfurt als Professor, zweimal als Rektor, wirkte.
Fritzlarer Straße, Bockenheim
Fritzlar, Stadt im Schwalm-Eder-Kreis.
Fritz-Reuter-Straße, Dornbusch
Heinrich Ludwig Christian Friedrich (Fritz) Reuter (1810–1874) gilt als einer der bedeutendsten niederdeutschen Schriftsteller. Er schuf die berühmte Romanfigur „Onkel Bräsig“.
Fritz-Schubert-Ring, Bergen-Enkheim
Fritz Schubert (1914–1967), SPD-Bürgermeister von Bergen-Enkheim von 1946 bis 1966, danach für ein Jahr – bis zu seinem Tod – Landrat im damaligen Landkreis Hanau, zu dem auch die Stadt Bergen-Enkheim gehörte, die erst im Rahmen einer Verwaltungsreform 1977 nach Frankfurt eingegliedert wurde. Der Landkreis Hanau ging bereits 1974 im Main-Kinzig-Kreis auf. Adresse des Riedbades (Enkheim) und Verbindungsstraße von Enkheim nach Bergen auch für die Buslinie 42 des RMV.
Fritz-Schumacher-Weg, Praunheim
Fritz Schumacher (1869–1947), (mit vollem Namen: Friedrich Wilhelm Schumacher), Architekt und Stadtplaner. Er war ein Vertreter des norddeutschen „Klinker-Expressionismus“, insbesondere von der Backsteingotik in Lübeck.
Fritz-Tarnow-Straße, Dornbusch
Fritz Tarnow (1880–1951), bedeutender Sozialdemokrat, Gewerkschafter und Reichstagsabgeordneter der Weimarer Republik. Nach der Machtergreifung Adolf Hitlers 1933 und der Zerschlagung der Gewerkschaften wurde er verhaftet. Nach seiner Freilassung verließ er sofort das Land und arbeitete in Schweden am Wiederaufbau der Gewerkschaften im Exil.
Fritz-von-Unruh-Anlage, Ginnheim
Fritz von Unruh (1885–1970), deutscher Schriftsteller und Dichter des literarischen Expressionismus. Kriegsfreiwilliger im Ersten Weltkrieg, schwer verwundet. Danach Pazifist. 1935 ging er über mehrere Zwischenstationen ins Exil in die USA, aus denen er nach dem Krieg zurückkehrte, aber nicht mehr Fuß fassen konnte.
Fritz-Wichert-Ring, Kalbach-Riedberg
Fritz Wichert (1878–1951), Kunsthistoriker aus Mainz-Kastel. Arbeitete ab 1907 am Städel, wurde 1909 Direktor der Kunsthalle in Mannheim, 1923 Direktor der Städelschule, die er zu einer führenden deutschen Kunstschule aufbaute. 1933 von den Nationalsozialisten formell beurlaubt zog er nach Kampen/Sylt, wo er auch verstarb.
Fröbelstraße, Bockenheim
Friedrich Wilhelm August Fröbel (1782–1852), Pädagoge (Schüler Pestalozzis). 1840 gründete Fröbel den ersten deutschen „Kindergarten“ in Bad Blankenburg
Froschhäuser Straße, Griesheim
Nach der Griesheimer Kolonie Froschhausen, die in einem ehemaligen Sumpfgebiet, dem Asyl von Fröschen, erbaut worden ist.
Frühmessereiweg, Sossenheim
Katholische Pfarrer hatten früher eine Unterstützung durch Frühmesser, d. h. Geistliche, die frühmorgens die Messe zu lesen hatten. Sie wohnten in der Frühmesserei und wurden aus den Erträgen einer eigens dafür gegründeten Stiftung bezahlt.

## Fu
Fuchstanzstraße, Rödelheim
Fuchstanz, in römischer Zeit genutzter Pass mit beliebtem Ausflugslokal zwischen Altkönig und Kleinem Feldberg im Taunus
Fuldaer Straße, Fechenheim
Fulda, Stadt im gleichnamigen Kreis Fulda und an der Fulda gelegen. Bischofssitz.
Funckstraße, Bockenheim-Kuhwald
Karl-Ludwig Funck (1852–1918), langjähriges Mitglied der Stadtverordnetenversammlung.
Fünffingerplätzchen, Altstadt
Ein winziges Plätzchen im Gassengewirr östlich des Römerbergs. Wie die fünf Finger einer Hand mündeten Schwertfegergasse, Drachengasse, Goldhutgasse, Flößergasse und Römergasse auf den Platz im Herzen der Altstadt, auf dem ein kleiner Brunnen stand und der vor der Vernichtung 1944 eine bekannte Sehenswürdigkeit und beliebtes Postkartenmotiv war.
Fürstenbergerstraße, Westend
Das Patriziergeschlecht Fürstenberger war im 15. Jahrhundert aus Mainz zugewandert. Es stellte mit dem 1540 gestorbenen Philipp Fürstenberger einen einflussreichen Vorreiter der Reformation. 1640 ist das Geschlecht erloschen.